# Nicholas Brady
Pour les articles homonymes, voir Brady.
Nicholas Frederick Brady, né le 11 avril 1930 à New York (New York), est un homme politique américain. Membre du Parti républicain, il est sénateur du New Jersey en 1982 puis secrétaire au Trésor entre 1988 et 1993 dans l'administration du président Ronald Reagan et celle de son successeur George H. W. Bush. Il a donné son nom aux Brady Bonds, mis en place pour régler le problème de la dette des pays en voie de développement.

## Biographie
Diplômé de Yale en 1952 et d'Harvard en 1954, il est marié et père de quatre enfants.
Nicholas Brady passa 34 ans dans l'industrie bancaire notamment dans les directions de « Dillon, Read and Company, Inc. », « NCR Corporation », « MITRE Corporation », « H.J. Heinz Company ».
Il fut nommé à titre provisoire sénateur du New Jersey par le gouverneur de l'État et occupa ce siège du 20 avril au 27 décembre 1982. Il remplaçait ainsi le sénateur titulaire démissionnaire Harrison A. Williams (en). Cependant, il ne se présenta pas à l'élection organisée pour pourvoir ce siège qui alla ensuite au démocrate Frank Lautenberg.
Nicholas Brady travaillait depuis 1983 au sein de l'administration républicaine de Ronald Reagan quand celui-ci en fit le 68e secrétaire au Trésor le 15 septembre 1988. Il fut confirmé ensuite à ce poste durant tout le mandat de George H. W. Bush.
Il est un ancien membre du comité de direction du groupe Bilderberg.
À la retraite, il vit entre New York et Lyford Cay, aux Bahamas.